# Brazilian Journal of Science and Technology
O Brazilian Journal of Science and Technology é uma publicação científica de edição eletrônica que mostra pesquisas em um vasto campo da ciência e tecnologia (incluindo disciplinas como a Agricultura, Biotecnologia, Política Energética, Estudos Ambientais, Ciência de Materiais, e Desenvolvimento Sustentável), com especial no que diz respeito ao Brasil e grande parte da América Latina. Todos os artigos publicados por Revista Brasileira de Ciência e Tecnologia são feitas livremente e permanentemente acessível on-line imediatamente após sua publicação, sem taxas de assinatura ou barreiras de registro